# 富城乡
富城乡，是中华人民共和国江西省赣州市会昌县下辖的一个乡镇级行政单位。

## 行政区划
富城乡下辖以下地区：
富城社区、富城村、磜头村、桂坑村、雷田村、岭下村、大洞村、小砂村、半迳村、粗石坝村、板坑村、余屋洞村、林珠村和泮塘村。